# Notre-Dame-d'Elle
Notre-Dame-d'Elle är en tidigare kommun i departementet Manche i regionen Normandie i norra Frankrike. Kommunen ligger i kantonen Saint-Clair-sur-l'Elle som tillhör arrondissementet Saint-Lô. År 2018 hade Notre-Dame-d'Elle 178 invånare.
Kommunen bildade tillsammans med fyra andra kommuner en ny kommun, Saint-Jean-d'Elle, den 1 januari 2016.

## Befolkningsutveckling
Antalet invånare i kommunen Notre-Dame-d'Elle
| Referens: INSEE |